# På jakt efter magentamärket
På jakt efter magentamärket (The Gilded Man) är en Kalle Anka-historia av Carl Barks från 1952. Den handlar om Kalle Anka och Knattarna som försöker hitta ett dyrbart frimärke i Brittiska Guayana.

## Handling
Det börjar med att Kalle råkar tipsa Alexander Lukas om att det går att tjäna pengar på att samla frimärken. Alexander hittar med sin tur då ett helt frimärksalbum som tillhör en rik och glömsk frimärkssamlare. I ren glömska råkar samlaren betala hittelön till både Alexander och Kalle. Kalle bestämmer sig för att använda pengarna till att finansiera en resa till Brittiska Guayana för att hitta ett mycket sällsynt märke - ett encents magentarött frimärke. Det leder dem till en bortrövad postväska som rövats bort av Den Gyllene Mannen som enligt knattarna även benämns El Dorado. Kalle och knattarna hittar både frimärke och El Dorado, men förlorar märket till Alexander Lukas som säljer det till den förvirrade frimärkssamlaren. Dock råkar frimärksamlaren återigen tappa bort sitt album och denna gången hittar Kalle det och blir rikligt belönad.